# Microglia

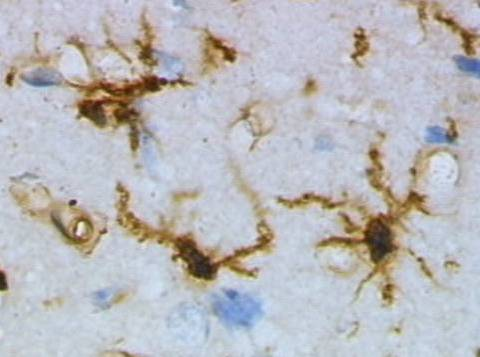
Cellule della microglia, la prima e la principale linea di difesa del sistema nervoso centrale.

Le cellule della microglia sono un tipo di cellule della glia che si occupano della prima e principale difesa immunitaria attiva nel sistema nervoso centrale (SNC). Le microglia costituiscono il 20% della popolazione totale di cellule gliali all'interno del cervello. A differenza degli astrociti, le singole cellule della microglia sono distribuite, nel cervello e nel midollo spinale, in larghe regioni che non si sovrappongono tra di loro. Le microglia si muovono costantemente e analizzano il SNC in cerca di neuroni danneggiati, placche e agenti infettivi. Il cervello e il midollo spinale sono considerati organi “immuno-privilegiati” in quanto sono separati dal resto del corpo da una serie di cellule endoteliali conosciute come la Barriera Emato-Encefalica. Questa barriera impedisce alla maggior parte delle infezioni di raggiungere il vulnerabile tessuto nervoso. Quando gli agenti infettivi sono introdotti direttamente nel cervello o riescono ad attraversare la barriera emato-encefalica, spetta alle cellule della microglia reagire rapidamente per incrementare l'infiammazione e distruggere gli agenti infettivi prima che danneggino il tessuto. A causa della mancanza di anticorpi (sono troppo larghi per passare attraverso la barriera), le microglia devono essere in grado di riconoscere corpi estranei, fagocitarli, e fungere da cellule APC, cioè da cellule che presentano gli antigeni ai linfociti T attivandoli. Dato che questo processo deve necessariamente svolgersi rapidamente, per prevenire un danno potenzialmente fatale, le cellule della microglia sono estremamente sensibili anche ai più piccoli cambiamenti patologici che hanno luogo nel SNC. Esse ottengono questa sensibilità in parte possedendo dei canali del potassio unici che rispondono anche alla più piccola variazione nella concentrazione extracellulare del potassio.

## Origine
Le cellule della microglia si differenziano dalle cellule staminali ematopoietiche che si trovano nel midollo osseo, in particolare dalle cellule progenitrici mieloidi. Durante lo sviluppo embrionale, un gruppo di queste cellule migra dal midollo osseo appena formato fino al cervello, dove le cellule si stanziano e si differenziano. Le cellule mieloidi possono anche differenziarsi in cellule dendritiche e in macrofagi nel sistema periferico. Come i macrofagi nel resto del corpo, le microglia usano primariamente i meccanismi di fagocitosi e citotossicità per distruggere i materiali estranei all'organismo. Le microglia e i macrofagi contribuiscono entrambi ai meccanismi pro-infiammatori e di mantenimento dell'omeostasi interna tramite la secrezione di citochine e altre molecole segnale. Sono anche entrambe cellule APC ma i macrofagi sono considerati cellule APC “professioniste” per il fatto di essere sempre pronti e capaci di svolgere questa attività, mentre le cellule della microglia sono considerate “non-professioniste” perché devono essere precedentemente “attivate”. Nella loro forma non attivata, le microglia non hanno le proteine dell'MHC-I, dell'MHC-II, le citochine IFN-γ, gli antigeni CD45, e molti altri recettori di membrana normalmente presenti sui macrofagi e necessari per presentare l'antigene ai linfociti, per la citotossicità e per la fagocitosi. Le microglia sono differenti dai macrofagi anche perché sono molto più regolate spazialmente e temporalmente al fine di mantenere una precisa risposta immunitaria. 
Un'altra differenza tra le microglia e le altre cellule che si differenziano dai progenitori mieloidi è il tempo di turnover. I macrofagi e le cellule dendritiche si usurano costantemente e vengono quindi rimpiazzati dalle cellule mieloidi, che si differenziano nel tipo cellulare necessario. A causa della barriera emato-encefalica, sarebbe piuttosto difficile per il sangue rimpiazzare frequentemente le cellule della microglia. Quindi, invece di un turnover costante le microglia mantengono il loro status quo mentre si trovano nello stato quiescente, una volta attivate proliferano rapidamente. Alcuni studi su esseri chimera hanno dimostrato, comunque, che in caso di infezioni molto gravi la barriera emato-encefalica si indebolisce, e le microglia possono venire rimpiazzate dalle cellule progenitrici mieloidi e dai macrofagi.

## Storia
La capacità di distinguere e caratterizzare le differenti cellule neurali fu resa possibile nel 1880 grazie alla colorazione di Nissl, ideata da Franz Nissl. Franz Nissl e F. Robertson furono i primi a descrivere le cellule della microglia durante i loro esperimenti istologici. Negli anni successivi le tecniche di colorazione cellulare mostrarono le similitudini tra microglia e macrofagi. L'attivazione delle microglia e la formazione di apofisi furono scoperte da Babes studiando un caso di rabbia nel 1897. Babes notò che le microglia si potevano trovare nel cervello durante molte infezioni virali ma non seppe cogliere il significato delle apofisi. Pio del Rio-Hortega, uno studente di Santiago Ramón y Cajal, coniò il termine "microglia" intorno 1920. Rio-Hortega continuò a descrivere le risposte microgliali alle lesioni all'encefalo e nel 1927 descrisse le “fontane di microglia” presenti nel corpo calloso e altre aree di sostanza bianca perinatali nel 1932. Dopo molti anni di ricerca Rio-Hortega divenne universalmente considerato il “Padre delle microglia.” Per un lungo periodo di tempo la nostra conoscenza della microglia migliorò molto lentamente. In seguito, nel 1988, Hickey e Kimura dimostrarono che cellule microgliali perivascolari derivano dal midollo osseo, ed esprimono alti livelli delle proteine del MHC-II tipiche delle cellule APC. Queste scoperte confermarono l'ipotesi di Rio-Hortega secondo la quale le cellule microgliali svolgevano un ruolo simile a quello dei macrofagi, occupandosi della fagocitosi e di presentare l'antigene ai linfociti.

## Tipi di Microglia
Le microglia sono cellule estremamente plastiche, e la loro struttura può variare notevolmente in base alla loro locazione e all'attività che stanno svolgendo. Questa caratteristica è necessaria per adempiere alla grande varietà di funzioni immunologiche a cui sono adibite, come anche mantenere l'omeostasi nel SNC. Se le microglia non fossero così dinamiche, dovrebbero essere costantemente rimpiazzate come i macrofagi e non sarebbero rapidamente disponibili per la difesa immunitaria del SNC senza causare disequilibri immunologici.

### Ameboide
Questo tipo di cellule microgliali si trova principalmente all'interno delle aree di materia bianca perinatale nel corpo calloso, note come “fontane di microglia.” Questa forma permette alle microglia di muoversi liberamente nel tessuto nervoso e quindi di svolgere la funzione di "spazzini". Le microglia ameboidi sono infatti in grado di fagocitare i detriti, ma non possono presentare antigeni ai linfociti T e non causano reazioni infiammatorie come le microglia attivate. Le cellule della microglia in stato ameboide sono prevalenti specialmente durante lo sviluppo neurale e nei casi di ricollegamento di circuiti cerebrali a seguito di traumi, cioè quando ci sono grandi quantità di detriti extracellulari e cellule apoptotiche da rimuovere.

### Ramificata (Quiescente)
Le microglia in questo stato normalmente sono posizionate in zone strategiche all'interno di tutto il sistema nervoso centrale. Si possono trovare solo in assenza di materiali estranei o cellule in apoptosi. Queste microglia "quiescenti" sono caratterizzate da lunghe apofisi ramificate e un piccolo corpo cellulare. A differenza delle altre forme ameboidi, il corpo cellulare del tipo ramificato rimane abbastanza immobile, mentre i suoi prolungamenti sono in costante movimento per sorvegliare l'area circostante. Queste ramificazioni sono molto sensibili a cambiamenti della condizione fisiologica e necessitano di condizioni molto particolari per essere coltivate in vitro. A differenza delle microglia attivate o amebodi, le microglia ramificate non possono svolgere la fagocitosi e mostrano poche o nessuna immunomolecola. Questo include le proteine del MHC I/II normalmente usate da macrofagi e cellule dendritiche per presentare gli antigeni ai linfociti T; di conseguenza le microglia funzionano estremamente poco come cellule APC. Lo scopo di questa forma è mantenere un livello costante di microglia disponibile per rilevare e combattere un'infezione e nello stesso momento mantenere un ambiente immunologicamente silente.

### Attivata non fagocitica
Questa forma è in realtà uno stadio intermedio in cui si trovano le microglia che passano dalla forma ramificata alla forma attivata e fagocitica. Le microglia possono essere attivate da un gran numero di fattori, tra cui: agonisti del recettore del glutammato, citochine pro-infiammatorie, fattori di necrosi, variazioni della concentrazione di potassio extracellulare (indicativo di una rottura cellulare). Una volta attivate le cellule subiscono diversi cambiamenti morfologici come l'ispessimento e la ritrazione delle ramificazioni, l'esposizione delle proteine del MHC I/II, l'espressione di immunomolecole, la secrezione di fattori citotossici, la secrezione di molecole di reclutamento, la secrezione di molecole pro-infiammatorie (causando una cascata pro-infiammatoria). Inoltre, le microglia proliferano rapidamente in modo da incrementare il numero di cellule che potranno intervenire. Le microglia attivate non fagocitiche generalmente appaiono come “cespugli”, “bacchette” o come piccole microglia ameboidi a seconda del punto della trasformazione tra ramificata e fagocitica in cui si trovano.

### Attivata fagocitica
Le microglia attivate fagocitiche sono nella forma più efficace ad attuare una risposta immunitaria. Queste cellule hanno prevalentemente una forma ameboide e sono di grandi dimensioni, sebbene siano state osservate delle varianti. Oltre ad esprimere le proteine per presentare gli antigeni, per la citotossicità e per mediare le infiammazioni come le microglia attivate non fagocitiche, sono anche in grado di fagocitare materiali estranei ed esporre le immunomolecole risultanti per l'attivazione dei linfociti T. Le microglia fagocitiche si muovono fino al luogo dove è stato rilevato l'insulto, inglobano l'agente in questione e secernono dei fattori pro-infiammatori affinché altre cellule prolifichino e intervengano. Queste microglia inoltre interagiscono con gli astrociti e i neuroni in modo da ristabilire l'omeostasi velocemente senza però danneggiare il tessuto nervoso sano.

### Cellule del composto granulare
Queste cellule sono il risultato finale della fagocitosi di materiale infettivo ad opera della microglia. Dopo aver inglobato una certa quantità di materiale, la microglia fagocitica non può continuare la sua attività e la risultante massa cellulare prende il nome di corpuscolo granulare. Osservando tessuti colorati appositamente, gli scienziati possono vedere le zone che sono state curate dall'infezione.

### Microglia perivascolare
Diversamente dagli altri tipi di microglia, l'aggettivo identificativo "perivascolare" si riferisce alla locazione della cellula piuttosto che alla sua forma o alla sua funzione. Le microglia perivascolari infatti si trovano principalmente all'interno della lamina basale di un vaso sanguigno. Le funzioni che svolgono sono quelle di normali microglia, ma a differenza di queste ultime le microglia perivascolari vengono regolarmente rimpiazzate dalle cellule progenitrici mieloidi del midollo osseo ed esprimono gli antigeni dell'MHC-II indipendentemente dalle condizioni dell'ambiente circostante. Inoltre le microglia perivascolari reagiscono fortemente agli antigeni di differenziamento dei macrofagi. È stato dimostrato dagli esperimenti di Ritter sulla rinopatia ischemica che queste microglia sono essenziali per riparare le pareti dei vasi sanguigni. Le microglia perivascolari promuovono la proliferazione delle cellule dell'endotelio permettendo la formazione di nuovi vasi sanguigni e la riparazione di quelli danneggiati. Durante questi processi le cellule mieloidi si differenziano molto più velocemente in microglia.

### Microglia juxtavascolare
Come le perivascolari, le microglia juxtavascolari si distinguono principalmente per la loro posizione: esse si trovano esternamente a contatto con la lamina basale del vaso sanguigno. Sempre come le perivascolari esprimono le proteine dell'MHC-II anche a bassi livelli di attività di citochine infiammatorie, ma a differenza loro, le microglia juxtavascolari non subiscono un rapido e regolare turnover.

## Normali funzioni delle microglia
Le cellule microgliali adempiono ad un impressionante numero di compiti nel SNC. Essi sono principalmente legati alla risposta immunitaria e al mantenimento dell'omeostasi.

### Scandaglio
Oltre ad essere molto sensibili ai cambiamenti del loro ambiente, ogni microglia sorveglia fisicamente il suo dominio regolarmente. Questa azione è svolta negli stati ameboide e ramificata. Mentre si muove nella sua regione di spazio, se trova del materiale estraneo, cellule danneggiate, cellule in apoptosi, grovigli neurofibrillari, frammenti di DNA, o placche la microglia si attiverà e fagociterà il materiale o la cellula con cui è venuta in contatto. In questo modo le cellule microgliali agiscono anche da “spazzini”, pulendo gli eventuali detriti cellulari.

### Fagocitosi
Il ruolo principale delle microglia, la fagocitosi, consiste nell'ingerire vari materiali. Si tratta di solito di detriti cellulari, lipidi o cellule in apoptosi nello stato non attivato, oppure di virus, batteri, o altri materiali estranei nello stato attivato. Una volta che la cellula della microglia è "piena", l'attività di fagocitosi si ferma e la microglia diventa una cellula del composto granulare.

### Citotossicità
Oltre ad essere in grado di distruggere agenti patogeni tramite la fagocitosi, le microglia possono anche rilasciare una varietà di sostanze citotossiche. Cellule di microglia secernono in vitro grandi quantità di acqua e monossido di azoto, prodotti della combustione respiratoria. Entrambe queste sostanze possono danneggiare direttamente le cellule e portare alla morte le cellule neuronali. Le proteasi secrete dalle microglia catabolizzano le proteine specifiche causando danni cellulari diretti, mentre le citochine come l'interleuchina 1 promuovono la demielinizzazione degli assoni neuronali. Infine, le microglia possono danneggiare i neuroni attraverso processi mediati dai recettori NMDA secernendo glutammato e aspartato. La secrezione citotossica è indirizzata a distruggere neuroni infetti, virus e batteri, ma può anche causare molti danni collaterali ai neuroni. Di conseguenza, la risposta infiammatoria cronica può portare a danni neurali su vasta scala, poiché le cellule microgliali deteriorano il cervello nel tentativo di eliminare l'infezione.

### APC
Come accennato in precedenza, le microglia residenti non attivate hanno una bassa capacità di presentare l'antigene ai linfociti, a causa della loro mancanza delle proteine dell'MHC-I. A seguito dell'attivazione, tuttavia, le microglia espongono rapidamente le proteine dell'MHC-I e diventano efficienti presentatori di antigeni. In alcuni casi, le microglia possono essere attivate dal INF-γ, ma non funzionano in modo altrettanto efficace. Durante un'infiammazione, i linfociti T attraversano la Barriera Emato-Encefalica grazie a marcatori di membrana specializzati e si legano direttamente alle microglia, in modo da ricevere gli antigeni. Una volta recepiti gli antigeni, i linfociti T adempiono ad una varietà di compiti tra cui il reclutamento pro-infiammatorio, la formazione di immunomemorie, la secrezione di materiale citotossico e diretti attacchi alla membrana plasmatica di cellule estranee.

### Stripping delle sinapsi
Il fenomeno è stato osservato per la prima volta nel 1968 da Blinzinger e Kreutzberg, durante lo studio di lesioni al midollo spinale: le microglia, dopo un'infiammazione, rimuovono le ramificazioni nervose intorno al tessuto danneggiato. Questa attività aiuta la ricrescita e la ridistribuzione dei circuiti nervosi.

### Promozione della riparazione
A seguito di un'infiammazione, le microglia intraprendono una serie di azioni per favorire la ricrescita del tessuto nervoso, tra cui: lo stripping delle sinapsi, la secrezione di citochine anti-infiammatorie, il richiamo di neuroni e astrociti verso la zona danneggiata, e la formazione del composto granulare. Senza le cellule della microglia, la ricrescita e la ridistribuzione del tessuto sarebbero considerevolmente più lente nel SNC e pressoché impossibili nei sistemi vascolari che circondano il cervello e gli occhi.

### Segnali extracellulari
Gran parte dei compiti della microglia nel cervello comprende mantenere l'omeostasi nelle regioni non infette e promuovere l'infiammazione nei tessuti infetti o danneggiati. Per rendere possibile tutto questo, le microglia si servono di una serie estremamente complicata di molecole segnale che, una volta liberate nell'ambiente extracellulare, permettono alle microglia di comunicare tra di loro, con gli astrociti, i neuroni, i linfociti T, e i progenitori mieloidi. Come abbiamo già accennato l'INF-γ può essere usato per attivare le cellule microgliali. Inoltre, se attivate in questo modo, le microglia rilasciano a loro volta una maggiore quantità di INF-γ nello spazio extracellulare. In questo modo altre microglia vengono attivate e inizia una cascata di attivazione indotta dalle citochine, capace di attivare rapidamente tutte le microglia nelle vicinanze. Il TNF-α prodotto dalla microglia provoca l'apoptosi del tessuto nervoso e aumenta l'infiammazione. L'IL-8 favorisce la crescita e il differenziamento dei linfociti B, permettendo loro di aiutare le microglia nel combattere l'infezione. L'IL-1, invece, inibisce l'IL-10 e il TGF-β, che sottoregola la presentazione dell'antigene e i segnali pro-infiammatori. Ulteriori neuroni e linfociti T vengono richiamati sul posto attraverso la produzione, da parte delle microglia, di molecole chemiotattiche come il MDC, l'IL-8, e il MIP-3β. Infine, il PGE2 e altri prostanoidi aiutano a prevenire infiammazioni croniche inibendo la risposta pro-infiammatoria della microglia e sottoregolando la risposta dei linfociti Th1.

## Patologie
Una delle patologie che colpiscono la microglia è la sclerosi multipla, patologia in cui la guaina mielinica viene distrutta da un meccanismo sconosciuto con gravi conseguenze neurologiche e i residui della mielina vengono fagocitati e degradati dalle cellule microgliali mediante l'attività degli enzimi lisosomiali e un processo di fagocitosi mediata da recettori.
Inoltre, il complesso della demenza da AIDS è causato dall'infezione del sistema nervoso centrale da parte del virus HIV-1. Evidenze sperimentali indicano che le cellule microgliali con più nuclei sono infettate dall'HIV-1. Un certo numero di citochine, come l'interleuchina-1 (IL-1) e il fattore di necrosi tumorale-α (TNF-α) attivano ed accrescono la replicazione dell'HIV-1 nelle cellule microgliali.